# 14509 Lučenec
14509 Lučenec è un asteroide della fascia principale. Scoperto nel 1996, presenta un'orbita caratterizzata da un semiasse maggiore pari a 2,4352783 UA e da un'eccentricità di 0,0508270, inclinata di 2,70761° rispetto all'eclittica.